# بانک اسکاتلند

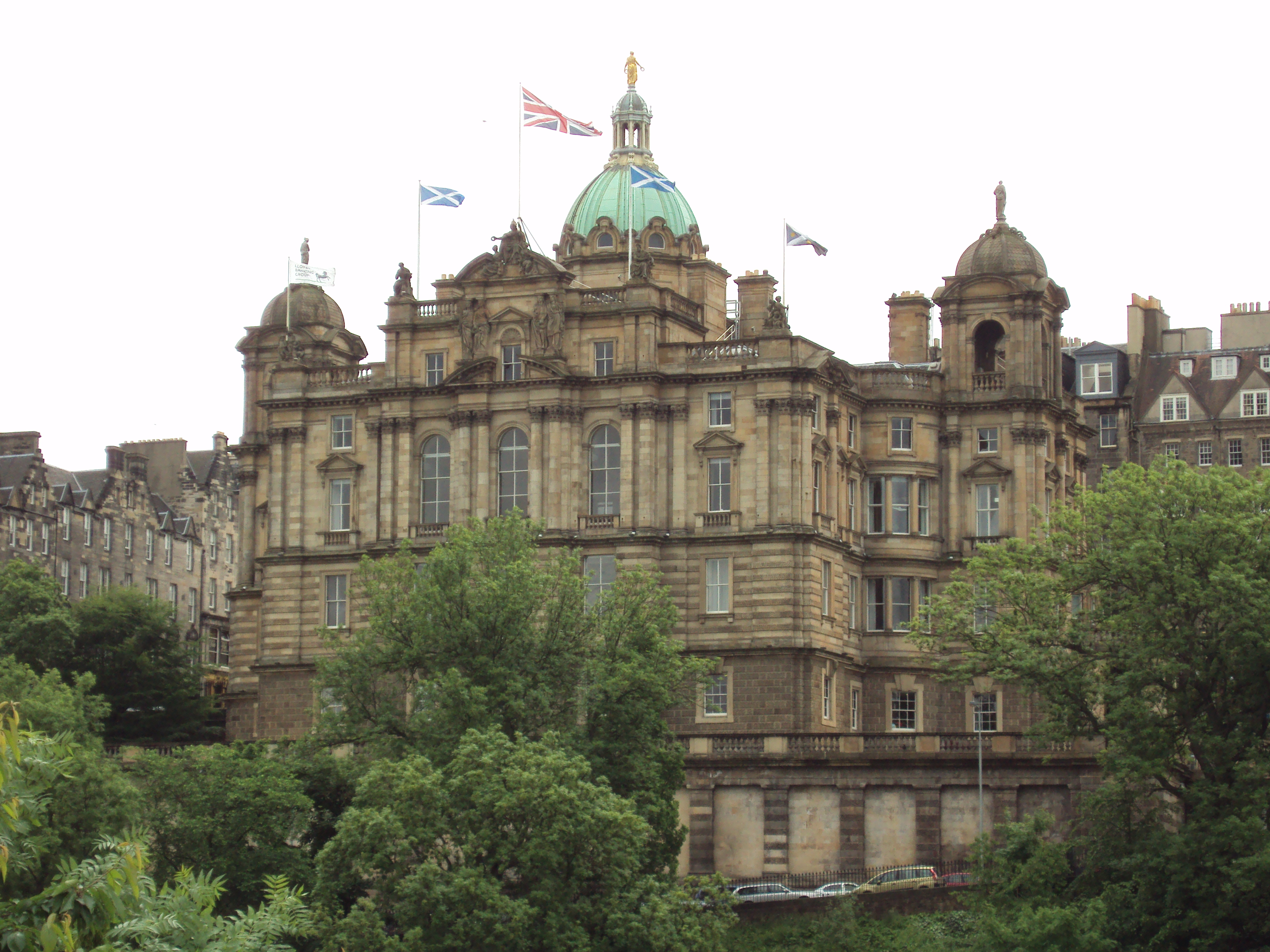
ساختمان اصلی بانک در شهر ادینبرو

بانک اسکاتلند (به گیلیک :Banca na h-Alba، انگلیسی: Bank of Scotland) بانکی تجاری واقع در ادینبرو اسکاتلند است که قدمت آن به سده هفدهم میلادی بازمی‌گردد. بخش تجاری این بانک توسط پارلمان اسکاتلند راه‌اندازی شد و تا امروز نیز توسط این نهاد اداره می‌شود، از این روی این بخش تجاری تنها بخش تجاری در بانک‌های بریتانیا به شمار می‌آید که توسط یک نهاد دولتی اداره می‌شود. این بانک نخستین بانک در سطح اروپا بود که اسکناس‌های مخصوص به خود را چاپ کرد. امروزه این بانک علاوه بر پول رایج، دارای نوعی اسکناس پوند استرلینگ مخصوص به خود است که تحت تمهیدات قانونی این بانک به چاپ می‌رسد.